# میلاد قمری
میلاد قمری (زادهٔ ۲۸ مارس ۱۹۹۵) یک بازیکن فوتبال اهل ایران است.
از باشگاه‌هایی که در آن بازی کرده‌است می‌توان به باشگاه فوتبال تراکتورسازی تبریز اشاره کرد.
و از سال ۱۳۹۸ تاکنون مربی دروازه‌بان تیم فوتبال باشگاه محمدرضا غفاری فعالیت داشت و تیم فعلی آن شاهین است...